# Søren Colding
Pour les articles homonymes, voir Colding.
Søren Colding est un footballeur danois né le 2 septembre 1972 à Frederiksberg. Il était défenseur latéral.

## Biographie

### En club
- 1987-1993 : BK Frem Copenhague  Danemark
- 1993-2000 : Brøndby IF  Danemark
- 2000-2006 : VfL Bochum  Allemagne

### En sélection
- 27 sélections et 0 but avec l'équipe du Danemark entre 1996 et 2004.